# Faysal bin Turki bin Abd Allah Al Sa'ud
Fayṣal bin Turkī bin Abd Allāh Āl Saʿūd (in arabo فيصل بن تركي بن عبد الله آل سعود‎?; Penisola araba, 1785 – Riyad, 1865), sovrano del Secondo Stato Saudita dal 1834 al 1838 e dal 1843 al 1865.

## Assassinio del padre e resistenza agli ottomani
Faysal bin Turki nacque nel 1785. Al crollo del Primo Stato Saudita, dopo la guerra ottomano-saudita, fu deportato in Egitto insieme ad altri membri della sua famiglia. In seguito riuscì a fuggire e si unì al padre nella rivolta contro le forze egiziane dell'Impero ottomano che occupavano la penisola araba.
Dopo che il padre riuscì a fondare il Secondo Stato Saudita, Faysal venne inviato a guidare le operazioni militari nell'oasi di Al-Hasa. Nel 1834 suo padre venne assassinato da Mushari bin Abd al-Rahman, un lontano cugino. Faysal si affrettò a tornare a Riad per eliminare l'usurpatore. Le sue truppe presero d'assalto il forte della capitale e uccisero Mushari. Coloro che non furono direttamente coinvolti nell'omicidio vennero risparmiati e la città giurò fedeltà al nuovo sovrano.
Durante il suo regno continuò a contrastare le forze ottomane. Il governatore egiziano dell'Arabia, Hursid Pascià, sostenne un candidato rivale, Khalid bin Sa'ud. Khalid faceva parte della linea più anziana della famiglia Al Sa'ud. Nel 1838 Faysal fu costretto a fuggire dalla città e a rifugiarsi con i principi ad al-Khorayef, presso le tribù Banu Tamim. Nello stesso anno tentò di venire a patti con Hursid Pascià, ma venne costretto ad andare in esilio una seconda volta a Il Cairo. Nel 1843 riuscì nuovamente a fuggire dalla prigionia e tornò a Riad.

## Ritorno
Egli sconfisse facilmente Abd Allah bin Thunayyan, che si era ribellato a Khalid e lo catturò. Faysal dipendeva da una stretta alleanza con la famiglia Al Rashid di Ha'il. Abd Allah bin Rashid giocò un ruolo chiave nel suo successo e le due famiglie combinarono diversi matrimoni. In cambio, Faysal nominò Abd Allah emiro di Ha'il. Faysal governò con grande successo fino alla sua morte avvenuta nel 1865.
Le lotte intestine tra i suoi quattro figli portarono alla dissoluzione dello Stato.